# Жашков, Владимир Викторович
Владимир Викторович Жашков (19 февраля 1973 — 8 августа 1999, Ярославль) — советский и российский хоккеист, центральный нападающий. Мастер спорта России.

## Биография
Начинал заниматься хоккеем в детской команде «Метеор» при заводе «Электросталь», первый тренер Юрий Парамошкин. В составе электростальского «Кристалла» дебютировал в 17 лет в повторном домашнем матче переходного турнира команд высшей и первой лиг сезона 1989/90 с «Торпедо» Усть-Каменогорск (3:6).
Сезон 1991/92 в рамках прохождения армейской службы начал в ЦСКА-2, созданной из СКА МВО. 3 октября 1991 в домашнем матче против киевского «Сокола» (4:2) дебютировал в за ЦСКА, проведя единственный матч в сезоне высшей лиги. В сезоне 1992/93 провёл 31 матч за ЦСКА и 15 — за ЦСКА-2. 23 января в матче против саратовского «Кристалла» (6:2) забил свои первые шайбы за ЦСКА, сделав впервые в карьере хет-трик. ЦСКА не пробился в плей-офф, и сезон Жашков закочил в «Кристалле», игравшем в открытом чемпионате России. В следующих трёх сезонах был основным игроком ЦСКА. В сезонах 1996/97 — 1997/98 выступал за «тихоновский» ХК ЦСКА, который в 1998 году выбыл в высшую лигу.
Сезон 1998/99 провёл в ярославском «Торпедо», в составе которого стал бронзовым призёром РХЛ.
Погиб 8 августа 1999 года в автоаварии, в которой также пострадал одноклубник Евгений Хацей. Похоронен на кладбище «Тихая роща» в Электростали.